# خلفيات الأجنحة
خلفيات الأجنحة (الاسم العلمي: Notoptera) من اليونانية (Νότος - notos) = «خلف» + (πτερος - ptera) = «جناح». هي رتبة لحشرات صنفت عام 1915، ولم يستخدم هذا التصنيف منذ مفهومها الأصلي، لكن معظم التصنيفات الأخيرة لسلالة الحشرات تشمل الجدجديات الوردانية والسراعيف العصوية، وقدأعطي هذا الاسم لإعطاء رتبة واحدة تشمل كلا من الحي والأحفوري من هذا السلالة.